# Бішопвілл (Південна Кароліна)
Бішопвілл (англ. Bishopville) — місто (англ. city) в США, в окрузі Лі штату Південна Кароліна. Населення — 3024 особи (2020).

## Географія
Бішопвілл розташований за координатами 34°13′12″ пн. ш. 80°14′51″ зх. д. / 34.22000° пн. ш. 80.24750° зх. д. (34.220070, -80.247370).  За даними Бюро перепису населення США в 2010 році місто мало площу 6,14 км², з яких 6,05 км² — суходіл та 0,08 км² — водойми.

## Демографія
Згідно з переписом 2010 року, у місті мешкала 3471 особа в 1415 домогосподарствах у складі 852 родин. Густота населення становила 566 осіб/км².  Було 1642 помешкання (268/км²).
Расовий склад населення:
| - 71,3 % — чорних або афроамериканців - 26,2 % — білих - 0,8 % — азіатів - 0,3 % — корінних американців |

До двох чи більше рас належало 1,0 %. Частка іспаномовних становила 1,2 % від усіх жителів.
За віковим діапазоном населення розподілялося таким чином: 25,4 % — особи молодші 18 років, 56,4 % — особи у віці 18—64 років, 18,2 % — особи у віці 65 років та старші. Медіана віку мешканця становила 40,0 року. На 100 осіб жіночої статі у місті припадало 77,3 чоловіків;  на 100 жінок у віці від 18 років та старших — 70,9 чоловіків також старших 18 років.
Середній дохід на одне домашнє господарство  становив 32 845 доларів США (медіана — 19 824), а середній дохід на одну сім'ю — 41 079 доларів (медіана — 32 667). За межею бідності перебувало 50,1 % осіб, у тому числі 74,3 % дітей у віці до 18 років та 47,8 % осіб у віці 65 років та старших.
Цивільне працевлаштоване населення становило 1020 осіб. Основні галузі зайнятості: освіта, охорона здоров'я та соціальна допомога — 27,0 %, виробництво — 18,4 %, публічна адміністрація — 15,1 %.